# EHF-Europapokal der Pokalsieger der Frauen 2007/08
Der EHF-Pokal der Pokalsieger der Frauen 2007/08 begann am 28. September 2007 und endete am 24. Mai 2008. Der norwegische Verein Larvik HK gewann zum zweiten Mal den Titel.

## 2. Runde
Die Begegnungen der 2. Runde fanden am 27.–29. September; 6. Oktober und am 29./30. November; 6./7. Oktober 2007 statt.
|                          | Gesamt  |                              | Hinspiel | Rückspiel |
| ------------------------ | ------- | ---------------------------- | -------- | --------- |
| CS Madeira               | 47 : 67 | RIAM Vigasio                 | 19 : 34  | 28 : 33   |
| DHW Antwerpen            | 40 : 41 | HRK Mostar                   | 15 : 19  | 25 : 22   |
| KH Kosovo Vushtrri       | 54 : 51 | Bnei Herzliya                | 22 : 21  | 32 : 30   |
| SHC Gorodnichanka Grodno | 56 : 59 | Zeeman Vastgoed SEW          | 29 : 28  | 27 : 31   |
| Youth Union Athienou     | 32 : 66 | WHC "Petrol Bonus" Podgorica | 19 : 30  | 13 : 36   |

## 3. Runde
Die Begegnungen der 3. Runde fanden am 2.–4./9.-10 November und am 3.–4./10.–11. November 2007 statt.
|                                | Gesamt  |                                | Hinspiel | Rückspiel |
| ------------------------------ | ------- | ------------------------------ | -------- | --------- |
| HC Lokomotiva Zagreb           | 52 : 36 | HK Slovan Duslo Sala           | 34 : 19  | 18 : 17   |
| VSC Debrecen                   | 74 : 24 | WHC "Petrol Bonus" Podgorica   | 44 : 12  | 30 : 12   |
| Gjerpen Handball               | 83 : 32 | "Ambalaza Kabran" Kavadarci    | 47 : 13  | 36 : 19   |
| Bera Bera San Sebastián        | 61 : 44 | TSV St. Otmar St. Gallen       | 29 : 23  | 32 : 21   |
| Le Havre HAC                   | 82 : 44 | RIAM Vigasio                   | 47 : 18  | 35 : 26   |
| KH Kosovo Vushtrri             | 23 : 81 | KIF Vejen                      | 17 : 40  | 6 : 41    |
| HC Niš                         | 64 : 45 | Zeeman Vastgoed SEW            | 40 : 23  | 24 : 22   |
| HC Leipzig                     | 77 : 42 | MKS "Piotrcoia"                | 41 : 22  | 36 : 20   |
| Cankaya Belediyesi Spor Kulübü | 45 : 66 | HK Universität Podatkowa Irpin | 22 : 28  | 23 : 38   |
| Universitatea Cluj-Napoca      | 80 : 42 | SSV Dornbirn Schoren           | 40 : 18  | 40 : 24   |
| HRK Mostar                     | 39 : 32 | Astrakhanochka Astrakhan       | 16 : 16  | 23 : 19   |
| GAS Anagennisi Artas           | 44 : 65 | CS Braşov                      | 24 : 32  | 20 : 33   |

## Achtelfinale
Die Begegnungen des Achtelfinales fanden am 8.–10. Februar und am 9.–10./16.–17. Februar 2008 statt.
|                                | Gesamt  |                         | Hinspiel | Rückspiel |
| ------------------------------ | ------- | ----------------------- | -------- | --------- |
| Universitatea Cluj-Napoca      | 56 : 46 | HC Niš                  | 33 : 28  | 23 : 18   |
| HC Leipzig                     | 55 : 58 | KIF Vejen               | 31 : 27  | 24 : 31   |
| VSC Debrecen                   | 50 : 55 | CS Braşov               | 30 : 30  | 20 : 25   |
| Le Havre HAC                   | 41 : 39 | Gjerpen Handball        | 24 : 19  | 17 : 20   |
| RK Krim Ljubljana              | 56 : 55 | HC Lokomotiva Zagreb    | 31 : 25  | 25 : 30   |
| ŽRK Budućnost Podgorica        | 56 : 60 | Bera Bera San Sebastián | 29 : 27  | 27 : 33   |
| Larvik HK                      | 82 : 31 | HRK Mostar              | 44 : 14  | 38 : 17   |
| HK Universität Podatkowa Irpin | 46 : 85 | HC Podravka Koprivnica  | 25 : 42  | 21 : 43   |

## Viertelfinale
Die Begegnungen des Viertelfinales fanden am 8./9. März und am 15./16. März 2008 statt.
|                           | Gesamt   |                        | Hinspiel | Rückspiel |
| ------------------------- | -------- | ---------------------- | -------- | --------- |
| Bera Bera San Sebastián   | 54* : 54 | KIF Vejen              | 26 : 27  | 28 : 27   |
| Universitatea Cluj-Napoca | 61 : 65  | HC Podravka Koprivnica | 33 : 27  | 31 : 38   |
| RK Krim Ljubljana         | 52 : 56  | CS Braşov              | 27 : 29  | 25 : 27   |
| Larvik HK                 | 61 : 46  | Le Havre HAC           | 33 : 25  | 28 : 21   |

* Bera Bera San Sebastián qualifizierte sich aufgrund der Auswärtstorregel für die nächste Runde.

## Halbfinale
Die Begegnungen des Halbfinals fanden am 19. April und am 26. April 2008 statt.
|                         | Gesamt  |           | Hinspiel | Rückspiel |
| ----------------------- | ------- | --------- | -------- | --------- |
| Bera Bera San Sebastián | 58 : 66 | CS Braşov | 28 : 27  | 30 : 39   |
| HC Podravka Koprivnica  | 59 : 60 | Larvik HK | 29 : 27  | 30 : 33   |

## Finale
Die Begegnungen des Finals fanden am 18. Mai und am 24. Mai 2008 statt.
|           | Gesamt  |           | Hinspiel | Rückspiel |
| --------- | ------- | --------- | -------- | --------- |
| Larvik HK | 50 : 40 | CS Braşov | 25 : 19  | 25 : 21   |